# Abdoulaye Silèye Gaye
Abdoulaye Silèye Gaye (ur. 13 września 1991 w Teyarett) – mauretański piłkarz grający na pozycji ofensywnego pomocnika. Od 2022 jest zawodnikiem klubu Khaleej Sart.

## Kariera klubowa
Swoją karierę piłkarską Gaye rozpoczął w klubie ASAC Concorde. W sezonie 2007/2008 zadebiutował w jego barwach w pierwszej lidze mauretańskiej. W debiutanckim sezonie wywalczył z nim mistrzostwo Mauretanii. W sezonie 2009 został wicemistrzem kraju oraz zdobył Puchar Mauretanii. W sezonie 2010/2011 grał w północnomacedońskim FK Renowa. W latach 2011–2013 ponownie był graczem ASAC Concorde, a w latach 2013-2015 występował w ACS Ksar. W 2014 i 2015 dwukrotnie zdobył z nim Puchar Mauretanii. W sezonie 2015/2016 wywalczył z FC Tevragh-Zeina dublet - mistrzostwo i krajowy puchar. W sezonie 2016/2017 sięgnął po Puchar Mauretanii z FC Nouadhibou, a w 2017 roku po Puchar Łotwy z FK Liepāja. W latach 2017–2020 znów grał w FC Nouadhibou, z którym trzykrotnie został mistrzem kraju w sezonach 2017/2018, 2018/2019 i 2019/2020 oraz zdobył Puchar Mauretanii w 2018. W sezonie 2020/2021 był zawodnikiem omańskiego Al-Rustaq Club, a następnie Étoile Commune Arafat. Jesienią 2021 występował w FC Nouadhibou, z którym został mistrzem kraju. Na początku 2022 przeszedł do libijskiego Khaleej Sart.

## Kariera reprezentacyjna
W reprezentacji Mauretanii Gaye zadebiutował 17 maja 2012 w przegranym 0:2 towarzyskim meczu z Indonezją, rozegranym w Nablus. W 2019 roku powołano go do kadry na Puchar Narodów Afryki 2019. Wystąpił w nim w dwóch meczach grupowych: z Mali (1:4) i z Angolą (0:0). W kadrze narodowej od 2012 do 2020 wystąpił 49 razy i strzelił 1 gola.